# Панамериканский чемпионат по дзюдо 2005
Панамериканский чемпионат по дзюдо 2005 года прошёл 19-21 мая в городе Кагуас (Пуэрто-Рико) под эгидой Панамериканского союза дзюдо. Чемпионат был 30-м по счёту.

## Медалисты

### Мужчины
| Категория            | Золото                        | Серебро                                 | Бронза                                                               |
| -------------------- | ----------------------------- | --------------------------------------- | -------------------------------------------------------------------- |
| до 55 кг             | Карлос Тенесака · Эквадор     | Аарон Кунихиро · США                    | Джон Гуака · Колумбия                                                |
| до 60 кг             | Мигель Албаррасин · Аргентина | Аквино Лоурейро · Бразилия              | Фразер Уилл · Канада Модесто Лара · Доминиканская Республика         |
| до 66 кг             | Жуан Дерли · Бразилия         | Хуан Жасинто · Доминиканская Республика | Роберто Ибанес · Эквадор Фелипе Новоа · Чили                         |
| до 73 кг             | Райан Резер · США             | Диого Коутиньо · Бразилия               | Ямил Дельгадо · Пуэрто-Рико Абрахам Негрете · Мексика                |
| до 81 кг             | Тайлер, Борас · Канада        | Тиаго Камило · Бразилия                 | Аарон Коэн · США Абдерраман Бренес · Пуэрто-Рико                     |
| до 90 кг             | Эдуардо Коста · Аргентина     | Гервайс Туркотт · Канада                | Алессандро Мэрли · Бразилия Дариус Миколайчак · США                  |
| до 100 кг            | Лучано Корреа · Бразилия      | Александру Кюпе · Канада                | Теофило Дейк · Доминиканская Республика Эдгардо Адамес · Пуэрто-Рико |
| свыше 100 кг         | Уолтер Сантос · Бразилия      | Джоэл Брутус · Гаити                    | Тревор Макальпин · Канада Кирк Хоффманн · США                        |
| Абсолютная категория | Уолтер Сантос · Бразилия      | Карлос Сантьяго · Пуэрто-Рико           | Тревор Макальпин · Канада Джоэл Брутус · Гаити                       |

### Женщины
| Категория            | Золото                   | Серебро                                 | Бронза                                                     |
| -------------------- | ------------------------ | --------------------------------------- | ---------------------------------------------------------- |
| до 44 кг             | Майра Виверос · Колумбия | Паула Парето · Аргентина                | Сара Менезес · Бразилия                                    |
| до 48 кг             | Гленда Миранда · Эквадор | Исабель Латулиппе · Канада              | Саяка Мацумото · США Андресса Фернандес · Бразилия         |
| до 52 кг             | Кэрри Чандлер · США      | Мария Гарсиа · Доминиканская Республика | Фабиан Хукуда · Бразилия Амината Салл · Канада             |
| до 57 кг             | Валери Готэй · США       | Роберта Биттенкорт · Бразилия           | Дайана Виллависенсио · Эквадор Мишель Бэкингем · Канада    |
| до 63 кг             | Ронда Русей · США        | Мари-Элен Чисхольм · Канада             | Даниэла Круковер · Аргентина Джессика Гарсиа · Пуэрто-Рико |
| до 70 кг             | Дайана Чала · Эквадор    | Марсия Виейра · Бразилия                | Кэтрин Робердж · Канада Элизабет Копес · Аргентина         |
| до 78 кг             | Эми Коттон · Канада      | Клаудирене Сезар · Бразилия             | Лейди Герман · Доминиканская Республика                    |
| свыше 78 кг          | Кармен Чала · Эквадор    | Ванесса Замботти · Мексика              | Мария Альтеман · Бразилия Оля Бергер · Канада              |
| Абсолютная категория | Кармен Чала · Эквадор    | Мелисса Мохика · Пуэрто-Рико            | Оля Бергер · Канада Ванесса Замботти · Мексика             |

## Медальный зачёт
*   Принимающая страна (Пуэрто-Рико)
| Место           | Страна                   | Золото | Серебро | Бронза | Всего |
| --------------- | ------------------------ | ------ | ------- | ------ | ----- |
| 1               | Эквадор                  | 5      | 0       | 2      | 7     |
| 2               | Бразилия                 | 4      | 6       | 5      | 15    |
| 3               | США                      | 4      | 1       | 4      | 9     |
| 4               | Канада                   | 2      | 4       | 8      | 14    |
| 5               | Аргентина                | 2      | 1       | 2      | 5     |
| 6               | Колумбия                 | 1      | 0       | 1      | 2     |
| 7               | Пуэрто-Рико*             | 0      | 2       | 4      | 6     |
| 8               | Доминиканская Республика | 0      | 2       | 3      | 5     |
| 9               | Мексика                  | 0      | 1       | 2      | 3     |
| 10              | Гаити                    | 0      | 1       | 1      | 2     |
| 11              | Чили                     | 0      | 0       | 1      | 1     |
| Всего стран: 11 | Всего стран: 11          | 18     | 18      | 33     | 69    |